# 2020年喀布爾大學襲擊事件

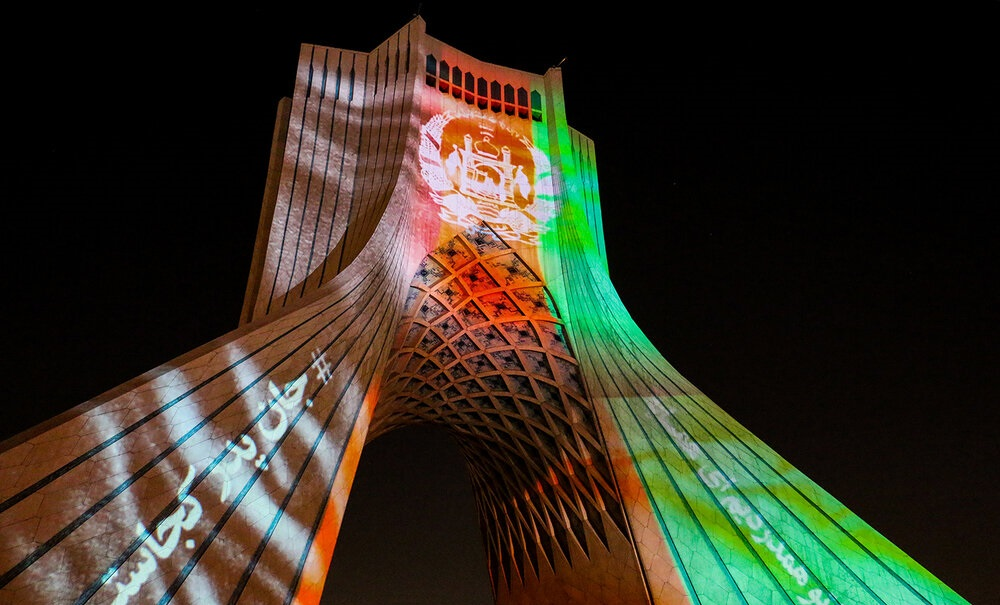
伊朗德黑兰的阿扎迪塔亮灯，以悼念阿富汗喀布尔大学袭击事件。

2020年喀布爾大學襲擊事件發生於2020年11月2日上午11點30分左右，三名伊斯蘭國恐怖份子衝入阿富汗的喀布尔大学校园內，一人在校門口引爆自殺炸彈，另外兩人持步槍對上課教室逐層掃射，造成32人死亡，50人受伤（不含凶手）。兩名枪手隨後被趕來的阿富汗安全部队击毙。伊斯兰国呼罗珊省分部声称对这次袭击负责。袭击當天，阿富汗教育部高官原本準備前往校园参加伊朗書展的开幕式。

## 背景
喀布尔大学位于喀布尔第三大区，是阿富汗最大的高等学府之一，拥有22000名学生。该大学以前曾在2019年遭到自杀炸弹袭击，当时炸弹炸死了校门外的9人。在11月对大学袭击发生前，10月24日，一名自杀炸弹袭击者在喀布爾教育中心引爆炸弹并造成30人遇难。
袭击发生当天，喀布尔大学正举办了一场伊朗书展。当天出席会展的有阿富汗教育部高官和伊朗驻阿富汗大使。

## 袭击
11月2日上午11:00左右，一名武装枪手在大学校园门口引爆了炸药（也有可能是自杀炸弹），随后兩名枪手衝入学校，朝学生开火，并劫持32名人质。许多学生通过翻越学校的围墙得以逃脱，而那些被困在建筑物中的学生则被迫躲在原地。袭击中受伤的伤员最后被送到附近的阿里-阿巴德医院。
喀布尔警察和阿富汗陆军特种部队被紧急派往大学，并在现场周围建立警戒线，随后在接下来的几个小时内对大学内的袭击者进行地毯式搜索。美军士兵和挪威特种部队也对这次袭击作出了即时反应。
袭击事件发生后，SITE情报小组报告称，激进组织伊斯兰国的呼罗珊省分部声称对此次袭击事件负责。而阿富汗塔利班否认对这次袭击负责，尽管一名阿富汗政府官员称此次袭击由塔利班策划和发动。

## 伤亡
袭击事件总共有35人遇难，另有50多人受伤，大多数遇难者都是大学生。一家阿富汗媒体报道称，遇难者皆是阿富汗“具有才华的年轻人”，报导中提到，许多遇难者都是同班中成绩表现最好的。

## 反应
这次袭击在阿富汗国内和国际上都受到广泛谴责。

### 國內反應
总统发言人Sediq Sediqqi称：“我們譴責對喀布爾大學的恐怖襲擊，恐怖份子在赫爾曼德被打敗後，正在襲擊學術中心。”
第一副总统阿姆鲁拉·萨利赫发推文说：“总有一天我们会纠正我们情报上的失误。但是塔利班和他们的恐怖份子盟友，将永远无法洗白他们对喀布尔大学的这次无耻、毫无良心的袭击。”萨利赫承认这次袭击是一次情报上的重大失误。然而，在谴责塔利班发动袭击后，他遭到了强烈反对，塔利班也对此予以否认。
前总统哈米德·卡尔扎伊称：“这是恐怖份子犯下的不可饶恕的罪行”。
TOLOnews的薩德·莫希尼将其描述为“这些禽兽正在屠杀我们的孩子。”
袭击发生后的第二天，阿富汗政府宣布为全国哀悼日。
这所大学的学生在袭击后的第二天接受当地媒体采访表示，袭击事件并不会阻止他们接受教育。

### 國際反應
巴基斯坦和印度也都谴责了这次袭击，联合国和其他国家也随后表示谴责。